# Every Sperm is Sacred
Every Sperm is Sacred és una cançó de la pel·lícula Monty Python's The Meaning of Life, més tard afegida a l'àlbum Monty Python Sings. Michael Palin i Terry Jones van escriure i preparar l'esquetx i la lletra.
La cançó és una sàtira ferotge als ensenyaments catòlics pel que fa a la reproducció que prohibeix la masturbació i la contracepció per mètodes artificials.
L'esquetx és sobre un home catòlic (Pare, interpretat per Michael Palin), la seva dona (Mare, interpretada per Terry Jones) i els seus 63 fills, que estan a punt de ser venuts per a experiments mèdics, ja que els seus pares no poden seguir tenint cura d'una família tan nombrosa. Quan els nens pregunten perquè no van usar la contracepció o l'esterilització, el pare explica que això va en contra dels desitjos de Déu, i comença a cantar, el cor de la qual és:
Every sperm is sacred, (Cada esperma és sagrat)
Every sperm is great. (Cada esperma és genial)
If a sperm is wasted, (Si un esperma es malgasta)
God gets quite irate. (Déu s'enfada)
I més tard a la cançó:
Every sperm is sacred (Cada esperma és sagrat)
Every sperm is good (Cada esperma és bo)
Every sperm is needed (Cada esperma és necessitat)
In your neighbourhood (Al teu veïnat)